# Intention to treat-analys
Intention to treat-analys (ITT) är en statistisk term som syftar till att man ska analysera data i den patientgrupp de ursprungligen randomiserats till. Detta innebär att resultat från alla deltagande patienter tas med, även de patienter som slutat ta ett studieläkemedel eller som påbörjat aktiv behandling. ITT anses vara det bästa sättet att analysera data i kliniska studier  eftersom det minskar risken för bortfallsfel.
Vid en randomiserad kontrollerad klinisk studie kommer alltid en del patienter falla bort från uppföljning. Det kan bero på praktiska problem, till exempel att patienter flyttar till ett annat land och man inte lyckas få tag på dem, eller att man inte lyckas få kontakt med patienter inför en planerad uppföljning.
Intention to treat-analys innebär att man utgår från att alla individer i en grupp har erhållit behandling, även om de de facto har avbrutit behandlingen. Individer kan också ha avbrutit behandlingen av ett studieläkemedel på grund av uppkomna biverkningar. 
Ett annat sätt att analysera data på är s.k. per protokoll-analys. De båda metoderna kompletterar varandra.